# Last Pizza Slice
Last Pizza Slice, ook bekend onder de afkorting LPS, is een Sloveense band.

## Biografie
De band werd in 2018 opgericht in het Sloveense Celje. In 2022 nam LPS deel aan EMA, de Sloveense preselectie voor het Eurovisiesongfestival. Ze wisten deze te winnen, en vertegenwoordigden Slovenië op het Eurovisiesongfestival 2022 in Turijn, Italië. Ze werden uiteindelijk laatste in de eerste halve finale.
1993: 1X Band · 
1995: Darja Švajger · 
1996: Regina · 
1997: Tanja Ribič · 
1998: Vili Resnik · 
1999: Darja Švajger · 
2001: Nuša Derenda · 
2002: Sestre · 
2003: Karmen Stavec · 
2004: Platin · 
2005: Omar Naber · 
2006: Anžej Dežan · 
2007: Alenka Gotar · 
2008: Rebeka Dremelj · 
2009: Quartissimo feat. Martina · 
2010: Ansambel Žlindre & Kalamari · 
2011: Maja Keuc · 
2012: Eva Boto · 
2013: Hannah Mancini · 
2014: Tinkara Kovač · 
2015: Maraaya · 
2016: ManuElla · 
2017: Omar Naber · 
2018: Lea Sirk · 
2019: Zala Kralj & Gašper Šantl · 
2021: Ana Soklič · 
2022: LPS · 
2023: Joker Out · 
2024: Raiven · 
2025: Klemen